# Lupi (cognome)
Lupi è un cognome di lingua italiana.

## Varianti
Di Lupo, Lobetti, Lovari, Lovatelli, Lovati, Lovelli, Lovini, Lovino, Lovo, Luotti, Luotto, Lupari, Luparini, Lupati, Lupatini, Lupattelli, Lupatti, Lupelli, Luperini, Lupetti, Lupicini, Lupieri, Lupigno, Lupinacci, Lupini, Lupino, Lupis, Lupo, Lupoli, Lupone, Luponi, Lupori, Luporini, Luppi, Luppino, Luppis, Luppo, Luppoli, Luvini, Luvino, Luvotti, Uika, Ujka.

## Origine e diffusione
Cognome panitaliano, è presente prevalentemente nell'Italia centro-settentrionale.
Potrebbe derivare dal prenome Lupo o direttamente dall'animale, ad indicare caratteristiche del capostipite.
La variante Luppi è lombarda e emiliana-romagnola; Luotto è piemontese; Lovati è settentrionale; Lovino, Lupo e Luvini sono meridionali.

## Persone
- Marino Lupi (1928-1974) – fantino italiano
- Maurizio Lupi (1959) – politico italiano
- Michele Lupi (1965) – giornalista italiano